# Buicourt
Ne doit pas être confondu avec Bihucourt.
Buicourt est une commune française située dans le département de l'Oise en région Hauts-de-France.

## Géographie

### Description

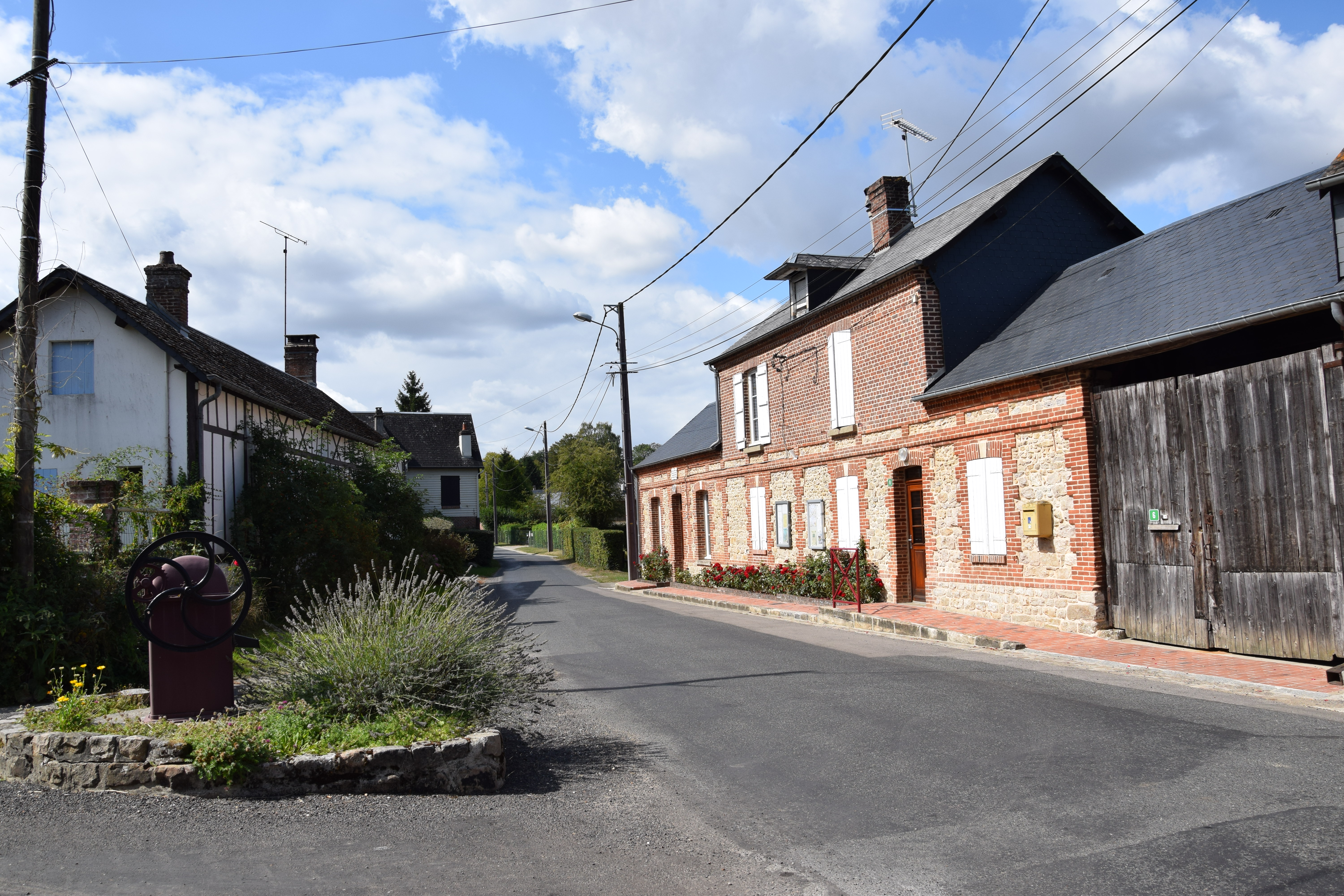
Paysage de la commune.

La commune se trouve dans la forêt domaniale de Caumont,.
Au début du XIXe siècle, Buicourt était décrit comme ayant un « territoire, de forme à peu près triangulaire, descend au nord-est vers le Thérain, sans que cette rivière le traverse : le reste dépend du haut Bray ».

### Communes limitrophes
| Escames | Escames   | Escames  |
| Hécourt | Buicourt  | Gerberoy |
|         | Hannaches | Wambez   |

### Hydrographie

#### Réseau hydrographique
La commune est située dans le bassin Seine-Normandie. Elle est drainée par le Tahier,.

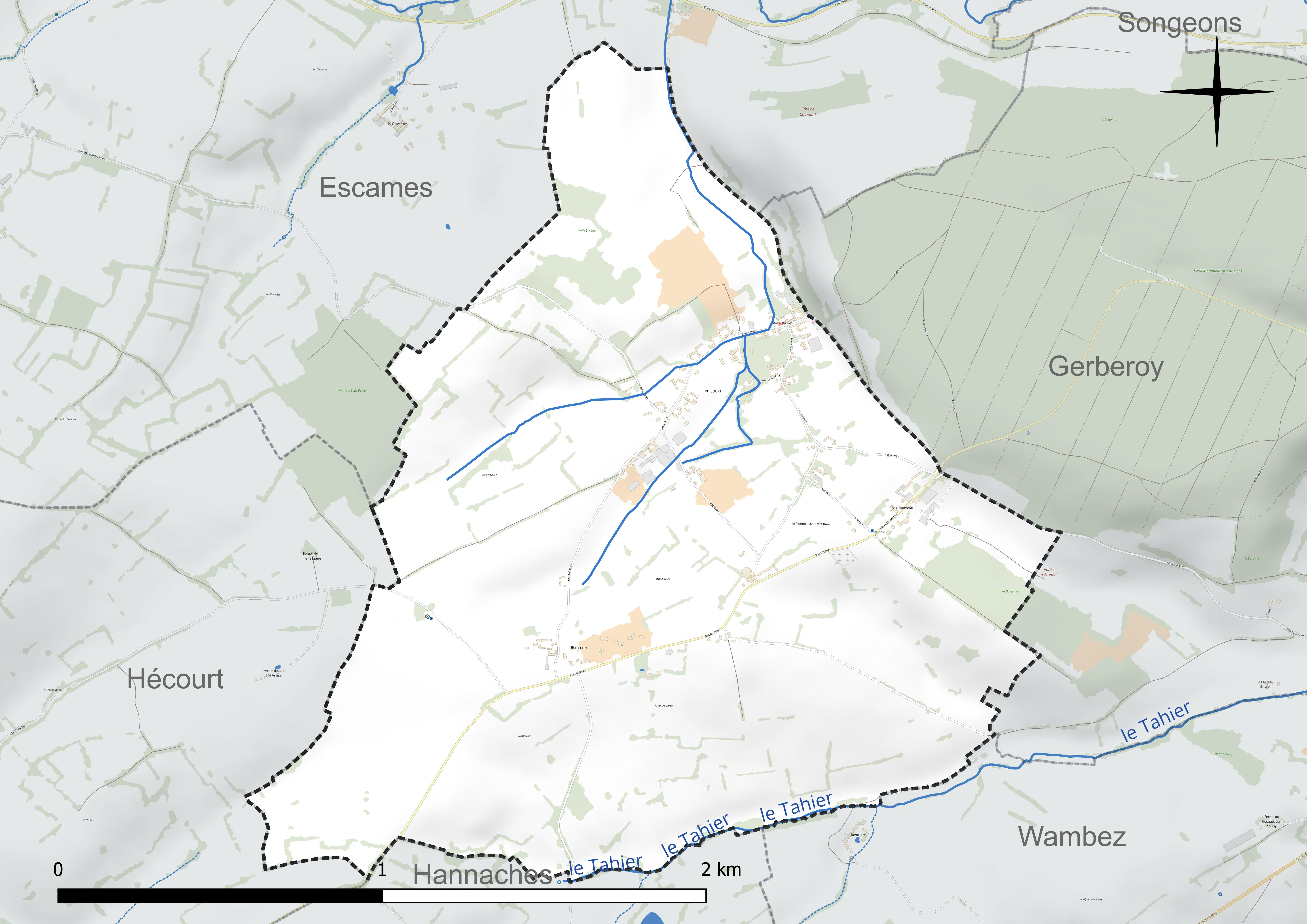
Réseau hydrographique de Buicourt.

#### Gestion et qualité des eaux
Le territoire communal est couvert par le schéma d'aménagement et de gestion des eaux (SAGE) « Sensée ». Ce document de planification concerne un territoire de 1 219 km2 de superficie, délimité par le bassin versant du Thérain. Le périmètre a été arrêté le 27 janvier 2023 et le SAGE proprement dit est, en 2024, en cours d'élaboration. La structure porteuse de l'élaboration et de la mise en œuvre est le syndicat intercommunal de la Vallée du Thérain (SIVT). 
La qualité des cours d'eau peut être consultée sur un site dédié géré par les agences de l'eau et l'Agence française pour la biodiversité. 

### Climat
Pour des articles plus généraux, voir Climat des Hauts-de-France et Climat de l'Oise.
En 2010, le climat de la commune est de type climat océanique altéré, selon une étude du CNRS s'appuyant sur une série de données couvrant la période 1971-2000. En 2020, Météo-France publie une typologie des climats de la France métropolitaine dans laquelle la commune est exposée à un climat océanique et est dans la région climatique  Côtes de la Manche orientale, caractérisée par un faible ensoleillement (1 550 h/an) ; forte humidité de l'air (plus de 20 h/jour avec humidité relative > 80 % en hiver), vents forts fréquents. 
Pour la période 1971-2000, la température annuelle moyenne est de 9,9 °C, avec une amplitude thermique annuelle de 13,5 °C. Le cumul annuel moyen de précipitations est de 818 mm, avec 12,5 jours de précipitations en janvier et 8,5 jours en juillet. Pour la période 1991-2020, la température moyenne annuelle observée sur la station météorologique la plus proche, située sur la commune de Saint-Arnoult à 10 km à vol d'oiseau, est de 10,4 °C et le cumul annuel moyen de précipitations est de 797,2 mm,. Pour l'avenir, les paramètres climatiques de la commune estimés pour 2050 selon différents scénarios d'émission de gaz à effet de serre sont consultables sur un site dédié publié par Météo-France en novembre 2022.

### Milieux naturels et biodiversité
La mare de Buicourt abrite une faune variée : grenouilles, tritons et libellules...

## Urbanisme

### Typologie
Au 1er janvier 2024, Buicourt est catégorisée commune rurale à habitat dispersé, selon la nouvelle grille communale de densité à sept niveaux définie par l'Insee en 2022.
Elle est située hors unité urbaine. Par ailleurs la commune fait partie de l'aire d'attraction de Beauvais, dont elle est une commune de la couronne,. Cette aire, qui regroupe 162 communes, est catégorisée dans les aires de 50 000 à moins de 200 000 habitants,.

### Occupation des sols
L'occupation des sols de la commune, telle qu'elle ressort de la base de données européenne d'occupation biophysique des sols Corine Land Cover (CLC), est marquée par l'importance des territoires agricoles (92,9 % en 2018), une proportion identique à celle de 1990 (92,9 %). La répartition détaillée en 2018 est la suivante : 
prairies (58,5 %), terres arables (20,8 %), zones agricoles hétérogènes (13,6 %), zones urbanisées (7,1 %). L'évolution de l'occupation des sols de la commune et de ses infrastructures peut être observée sur les différentes représentations cartographiques du territoire : la carte de Cassini (XVIIIe siècle), la carte d'état-major (1820-1866) et les cartes ou photos aériennes de l'IGN pour la période actuelle (1950 à aujourd'hui).

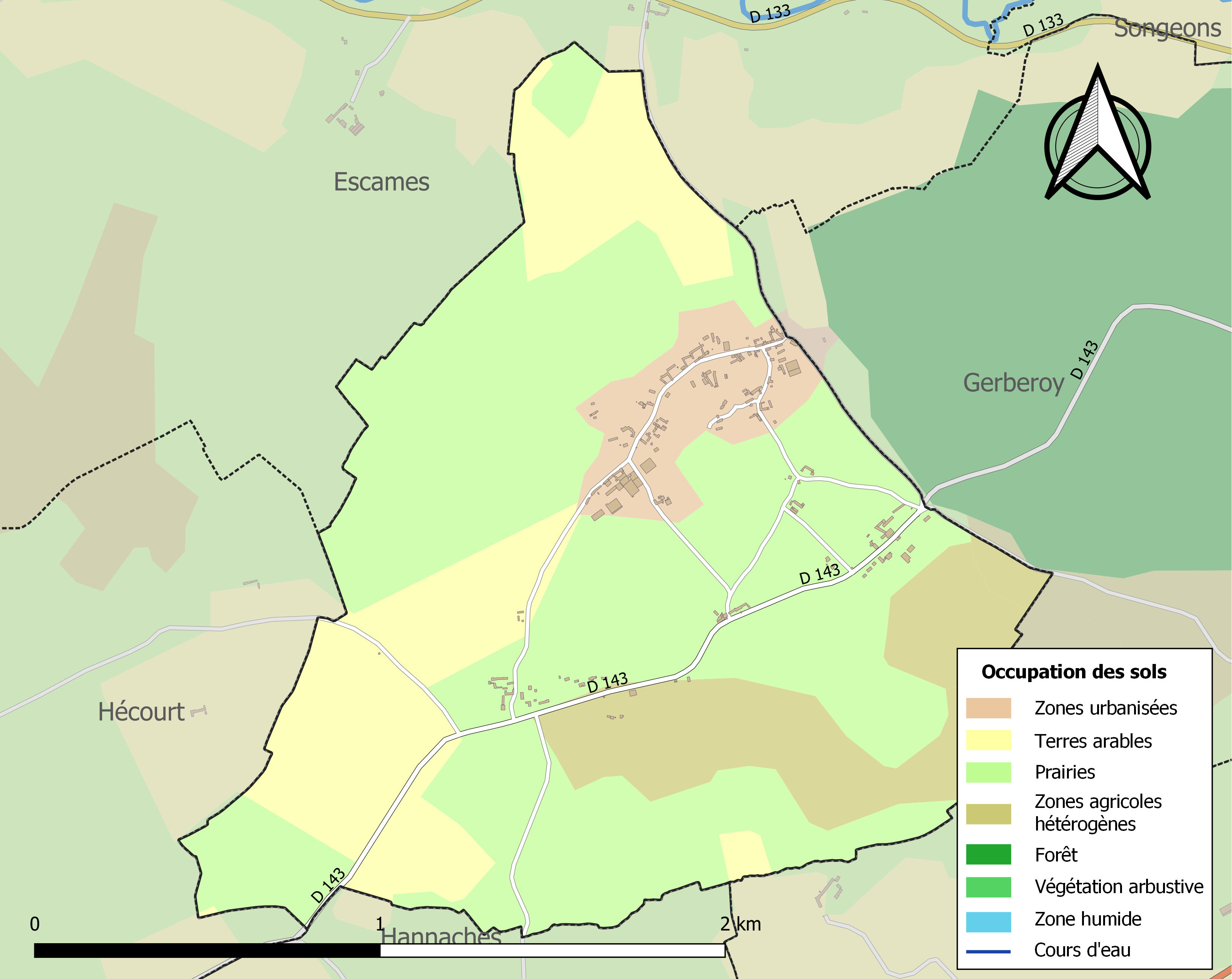
Carte des infrastructures et de l'occupation des sols de la commune en 2018 (CLC).

### Habitat et logement
En 2018, le nombre total de logements dans la commune était de 67, alors qu'il était de 66 en 2013 et de 67 en 2008.
Parmi ces logements, 86,6 % étaient des résidences principales, 10 % des résidences secondaires et 3,3 % des logements vacants. Ces logements étaient pour 100 % d'entre eux des maisons individuelles et pour 0 % des appartements.
Le tableau ci-dessous présente la typologie des logements à Buicourt en 2018 en comparaison avec celle de l'Oise et de la France entière. Une caractéristique marquante du parc de logements est ainsi une proportion de résidences secondaires et logements occasionnels (10 %) supérieure à celle du département (2,5 %) et à celle de la France entière (9,7 %). Concernant le statut d'occupation de ces logements, 84,7 % des habitants de la commune sont propriétaires de leur logement (87,5 % en 2013), contre 61,4 % pour l'Oise et 57,5 pour la France entière.
| Typologie                                               | Buicourt | Oise | France entière |
| ------------------------------------------------------- | -------- | ---- | -------------- |
| Résidences principales (en %)                           | 86,6     | 90,4 | 82,1           |
| Résidences secondaires et logements occasionnels (en %) | 10       | 2,5  | 9,7            |
| Logements vacants (en %)                                | 3,3      | 7,1  | 8,2            |

### Voies de communication et transports
La commune est desservie, en 2023, par les lignes 6103, 6104 et 6123 du réseau interurbain de l'Oise.

## Toponymie
Le nom de la localité est attesté sous les formes Buiscurtis (1147) ; Buicurtis (1147) ; Buhericurtis (1152) ; Buiscurte (1152) ; Buiscort (1171) ; camparcii de Buiscort (1211) ; Buicours (vers 1250) ; Buicourt (1368) ; Buycourt (1373) ; Bicourt (1667).

## Histoire
Buicourt était compris autrefois dans le duché-pairie de Boufflers.
Louis Graves indique qu'en 1836 « on trouve dans cette commune des sablonnières, des glaisiètes, un four à chaux, une briqueterie, une tuilerie importante; on y fabrique des branches de lunettes en fil de fer.. Le territoire, tenu en petite culture, produit beaucoup de beurre ».

## Politique et administration

### Rattachements administratifs et électoraux

#### Rattachements administratifs
La commune se trouve  dans l'arrondissement de Beauvais du département de l'Oise.
Elle faisait partie depuis 1802 du canton de Songeons. Dans le cadre du redécoupage cantonal de 2014 en France, cette circonscription administrative territoriale a disparu, et le canton n'est plus qu'une circonscription électorale.

#### Rattachements électoraux
Pour les élections départementales, la commune fait partie depuis 2014 du canton de Grandvilliers
Pour l'élection des députés, elle fait partie de la deuxième circonscription de l'Oise.

### Intercommunalité
Buicourt est membre de la communauté de communes de la Picardie verte, un établissement public de coopération intercommunale (EPCI) à fiscalité propre créé fin 1996  et auquel la commune a transféré un certain nombre de ses compétences, dans les conditions déterminées par le code général des collectivités territoriales.

## Équipements et services publics

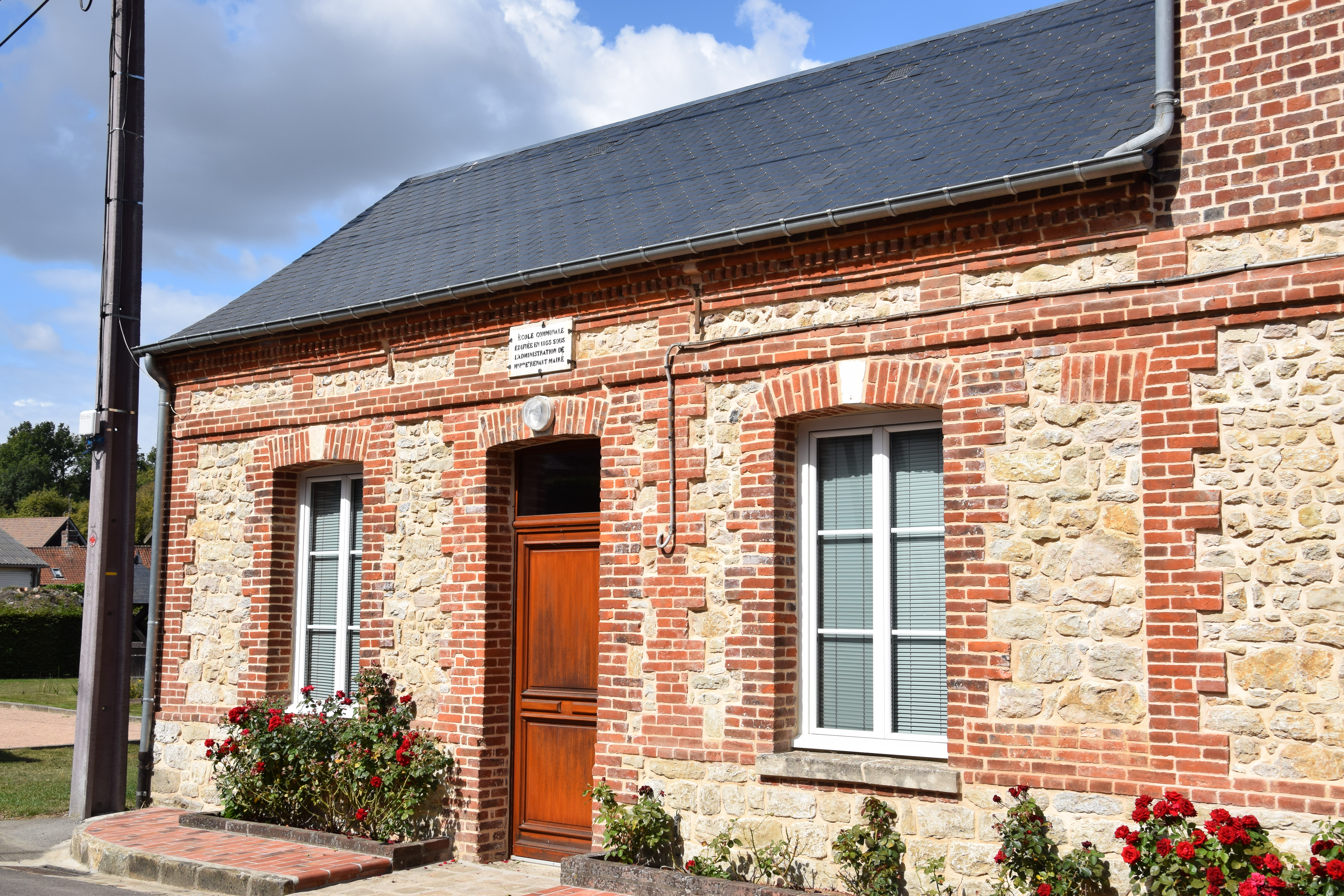
L'école, construite en 1865 sous le mandat municipal de Pierre Étienne Renaut.

### Liste des maires
| Période                                  | Période                      | Identité                 | Étiquette | Qualité |
| ---------------------------------------- | ---------------------------- | ------------------------ | --------- | ------- |
| Les données manquantes sont à compléter. |                              |                          |           |         |
|                                          |                              | Antoine Renaut           |           |         |
|                                          |                              | Jacques Saunier          |           |         |
|                                          |                              | Lucien Toutain           |           |         |
|                                          |                              | Charles Nicolas Godefroy |           |         |
| avant 1865                               |                              | Pierre Étienne Renaut    |           |         |
| Les données manquantes sont à compléter. |                              |                          |           |         |
| avant 1962                               |                              | E. Haye                  |           |         |
| avant 1988                               |                              | André Gavelle            |           |         |
| Les données manquantes sont à compléter. |                              |                          |           |         |
| 1992                                     | mai 2020                     | Roger Baudart            |           |         |
| mai 2020,                                | En cours (au 8 octobre 2020) | Francis Folastre         |           |         |

## Population et société

### Démographie

#### Évolution démographique
L'évolution du nombre d'habitants est connue à travers les recensements de la population effectués dans la commune depuis 1793. Pour les communes de moins de 10 000 habitants, une enquête de recensement portant sur toute la population est réalisée tous les cinq ans, les populations de référence des années intermédiaires étant quant à elles estimées par interpolation ou extrapolation. Pour la commune, le premier recensement exhaustif entrant dans le cadre du nouveau dispositif a été réalisé en 2004.

En 2022, la commune comptait 148 habitants, en évolution de +3,5 % par rapport à 2016 (Oise : +0,87 %, France hors Mayotte : +2,11 %).
| 1793 | 1800 | 1806 | 1821 | 1831 | 1836 | 1841 | 1846 | 1851 |
| ---- | ---- | ---- | ---- | ---- | ---- | ---- | ---- | ---- |
| 260  | 263  | 271  | 263  | 285  | 258  | 242  | 241  | 217  |

| 1856 | 1861 | 1866 | 1872 | 1876 | 1881 | 1886 | 1891 | 1896 |
| ---- | ---- | ---- | ---- | ---- | ---- | ---- | ---- | ---- |
| 212  | 197  | 192  | 180  | 169  | 162  | 171  | 170  | 164  |

| 1901 | 1906 | 1911 | 1921 | 1926 | 1931 | 1936 | 1946 | 1954 |
| ---- | ---- | ---- | ---- | ---- | ---- | ---- | ---- | ---- |
| 137  | 138  | 129  | 132  | 126  | 102  | 115  | 104  | 116  |

| 1962 | 1968 | 1975 | 1982 | 1990 | 1999 | 2004 | 2006 | 2009 |
| ---- | ---- | ---- | ---- | ---- | ---- | ---- | ---- | ---- |
| 115  | 117  | 105  | 107  | 127  | 146  | 140  | 139  | 140  |

| 2014 | 2019 | 2022 | - | - | - | - | - | - |
| ---- | ---- | ---- | - | - | - | - | - | - |
| 142  | 148  | 148  | - | - | - | - | - | - |

#### Pyramide des âges
La population de la commune est relativement jeune.
En 2018, le taux de personnes d'un âge inférieur à 30 ans s'élève à 32,5 %, soit en dessous de la moyenne départementale (37,3 %). À l'inverse, le taux de personnes d'âge supérieur à 60 ans est de 27,0 % la même année, alors qu'il est de 22,8 % au niveau départemental.
En 2018, la commune comptait 75 hommes pour 71 femmes, soit un taux de 51,37 % d'hommes, largement supérieur au taux départemental (48,89 %).
Les pyramides des âges de la commune et du département s'établissent comme suit.
| Hommes | Classe d’âge | Femmes |
| ------ | ------------ | ------ |
| 0,0    | 90 ou +      | 1,4    |
| 5,3    | 75-89 ans    | 9,7    |
| 14,5   | 60-74 ans    | 23,6   |
| 27,6   | 45-59 ans    | 15,3   |
| 17,1   | 30-44 ans    | 20,8   |
| 5,3    | 15-29 ans    | 8,3    |
| 30,3   | 0-14 ans     | 20,8   |

| Hommes | Classe d’âge | Femmes |
| ------ | ------------ | ------ |
| 0,5    | 90 ou +      | 1,4    |
| 5,5    | 75-89 ans    | 7,6    |
| 15,6   | 60-74 ans    | 16,3   |
| 20,8   | 45-59 ans    | 20     |
| 19,4   | 30-44 ans    | 19,4   |
| 17,6   | 15-29 ans    | 16,2   |
| 20,6   | 0-14 ans     | 19,1   |

### Manifestations culturelles et festivités
Le festival de la nature est organisé par l'association Corrélation au gîte du Paty à Buicourt avec la participation d'autres associations de protection de la nature. La quinzième édition a eu lieu les 27 et 28 avril 2019.

## Culture locale et patrimoine

### Lieux et monuments
- Site remarquable à l'extrémité de la "boutonnière" géologique du pays de Bray entre des plateaux boisés.
- Église Saint-Lucien (XIIIe siècle) comportant un obituaire et des fresques du XVe siècle comprenant  deux frises décorées de rinceaux encadrent un immense saint Christophe portant l'Enfant Jésus, redécouvertes en 1992 et restaurées[21],[29],[30].
Des travaux d'entretien ont pu être réalisés en 2020 grâce notamment à un legs d'une habitante[31].

- Le parc et sa halle

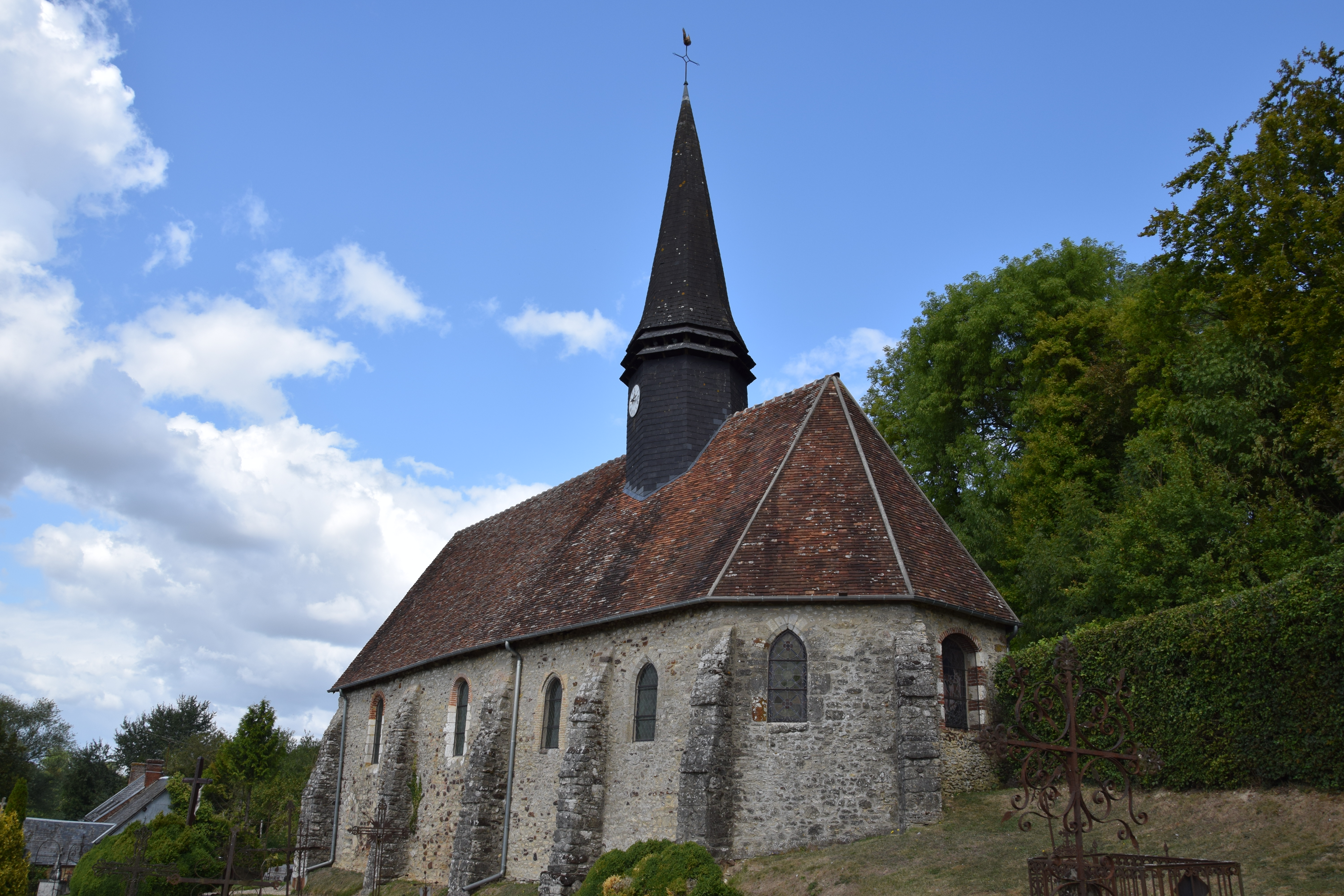
L'église Saint-Lucien
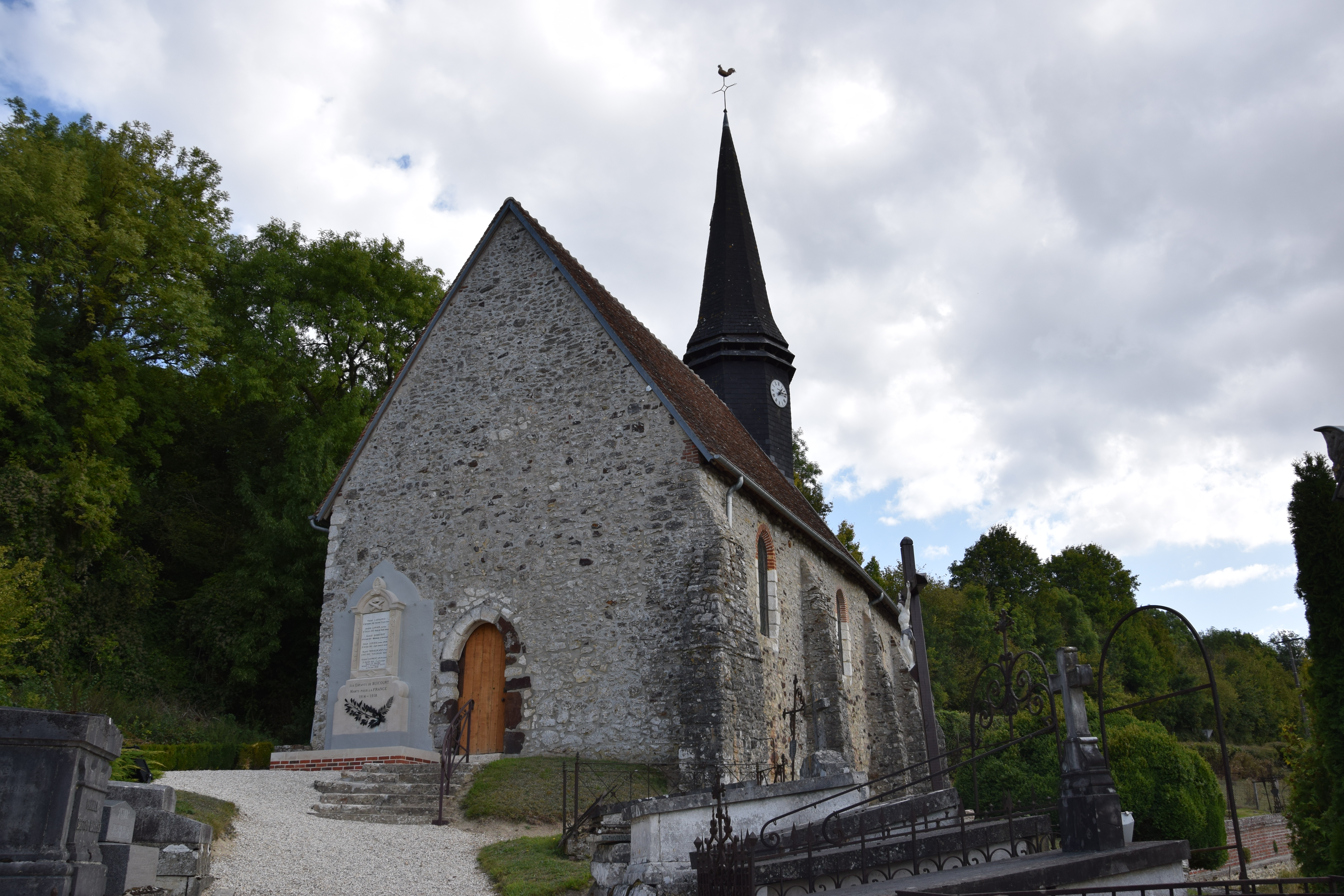
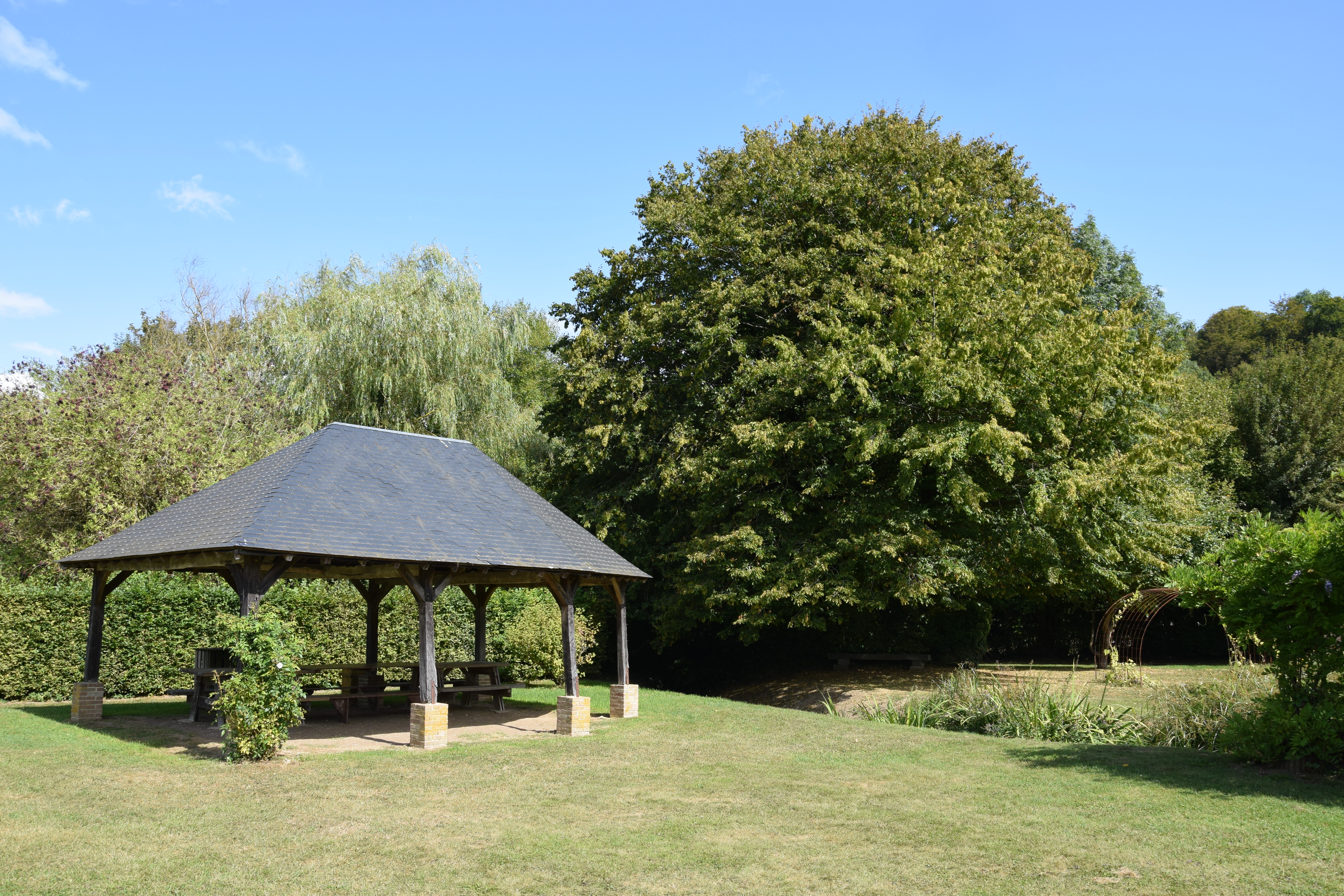
La halle dans le parc
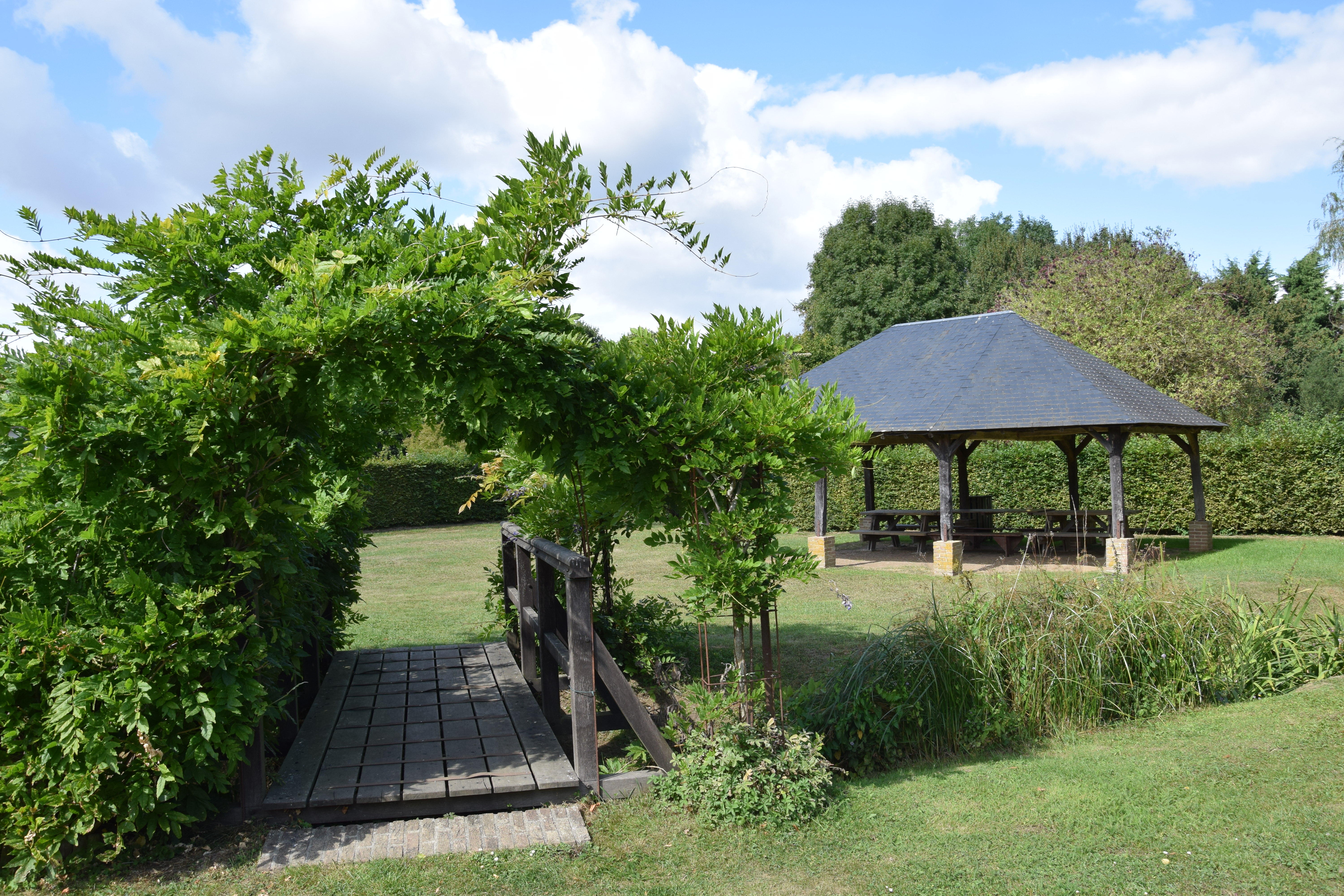
Le parc
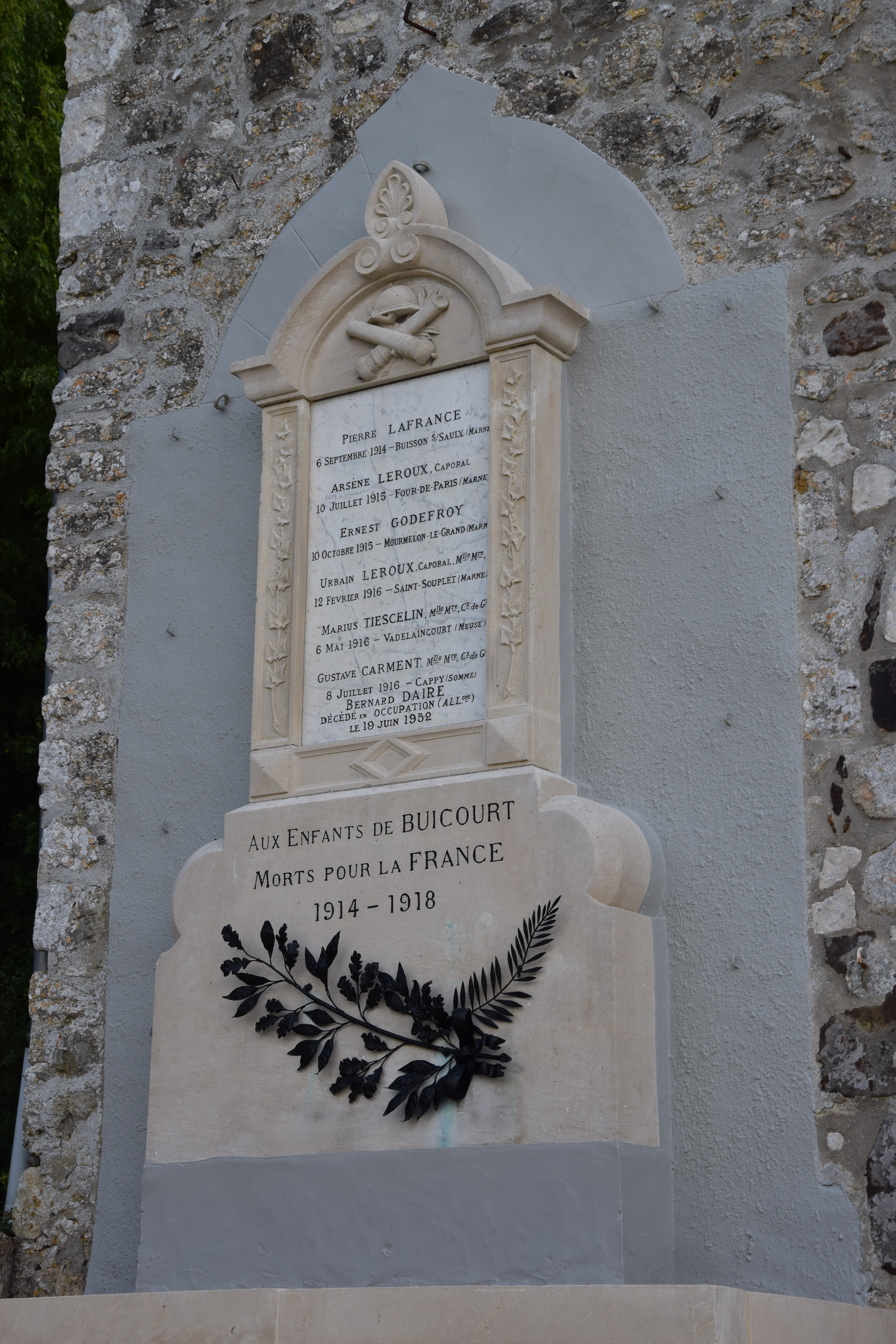
Le monument aux morts
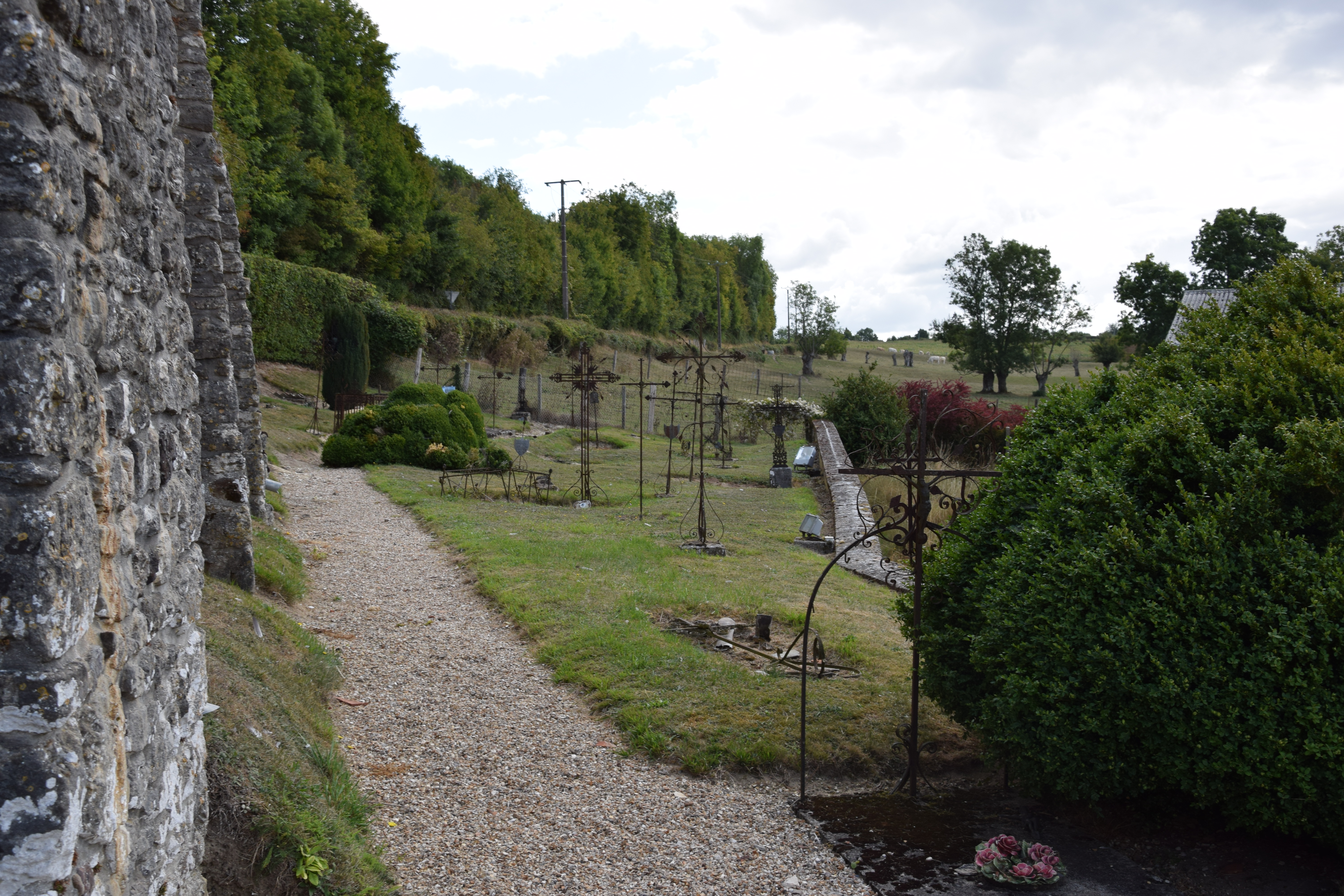
Le cimetière

### Personnalités liées à la commune
Maurice Boitel, peintre, sa famille est recensée à Buicourt jusqu'à 1870 et à partir de 1680, date du pillage par l'armée espagnole qui a brûlé les archives antérieures. Il est ainsi apparenté par les femmes aux plus anciennes familles de Buicourt: Baudart, Breton, de La Fontaine etc..